# 天使のハンマー
「天使のハンマー」（てんしのハンマー、原題： If I Had a Hammer (The Hammer Song)）は、ピート・シーガーとリー・ヘイズによって書かれたフォークソング。アメリカの公民権運動において代表的な「フリーダム・ソング」のひとつとして多くの市民やアーティストの間で歌い継がれた。
原題は「もし私がハンマーをもっていたら（実際にはもっていないが）」といった意味である。また、日本語題では「天使」という言葉が入っているが、歌詞にはそうした意味の言葉はない。このため、「ハンマーを持ったら」と題されることもある。

## オリジナル・バージョン
1949年6月3日、ニューヨークの聖ニコラス・アリーナでアメリカ共産党の主導者たちを集めた謝恩会が開かれた。その会で本作品はピート・シーガーとリー・ヘイズによって初めて演奏された。政府の転覆を謀ったとして訴えられた主導者たちは、当時連邦裁判所で戦っていた。
同年8月27日、ニューヨーク州ピークスキル郊外でポール・ロブスンが企画したコンサートが予定されていた。しかしコンサート当日、反共主義者がコンサートに向かう人々を襲撃し、警察が向かうまでに13名が重傷を負う。このピークスキル暴動により9月4日に延期されたコンサートにおいて、ピート・シーガーは再び本作品を歌った。
1950年、シーガー、ヘイズらが結成した4人組みのフォーク・グループ、ザ・ウィーヴァーズ（The Weavers）がシングルとして発表した。シングルのタイトルは「The Hammer Song」であった。

## ピーター・ポール&マリーのバージョン
1962年7月、ピーター・ポール&マリーは「レモン・トゥリー」に続くセカンド・シングルとして本作品を発表した。B面は「虹と共に消えた恋（Gone the Rainbow）」。同年10月13日付のビルボード・Hot 100で10位を記録した。スタジオ・バージョンは全米アルバム・チャート1位を記録したデビュー・アルバム『Peter, Paul and Mary』に収録された。
ライブ・バージョンは『イン・コンサート』（1964年）や日本で独自に発売された『イン・ジャパン』（1967年の公演）などで聴くことができる。
1963年8月28日に行われたワシントン大行進で演奏した時の映像が、2004年に発売されたボックス・セット『Carry It On』のボーナスDVDに収録されている。また、ニューポート・フォーク・フェスティヴァルで演奏した時の映像も残されている。

## トリニ・ロペスのバージョン
1963年、トリニ・ロペスのデビュー・アルバム『Trini Lopez at PJ's』に収録された。ウェスト・ハリウッドのPJ'sでライブ・レコーディングされた同アルバムは大ヒットしゴールドディスクに認定された。ここから同年7月にシングルカットされた「天使のハンマー」も同年9月7日から9月21日にかけてビルボード・Hot 100で3週連続3位を記録した。

## その他のバージョン
|        | アーティスト名             | レコード・CD                                     | 備考                                                     |
| ------ | -------------------------- | ------------------------------------------------ | -------------------------------------------------------- |
| 1960年 | オデッタ                   | 『Odetta at Carnegie Hall』                      |                                                          |
| 1963年 | ジャッキー・デシャノン     | 『Jackie DeShannon』                             |                                                          |
| 1963年 | ボビー・ダーリン           | 『Golden Folk Hits』                             |                                                          |
| 1963年 | マーサ&ザ・ヴァンデラス    | 『Heat Wave』                                    |                                                          |
| 1963年 | ザ・シーカーズ             | 『Introducing The Seekers』                      |                                                          |
| 1963年 | ボビー・ライデル           | 『Top Hits of 1963』                             |                                                          |
| 1963年 | ブラザース・フォア         | 『The Big Folk Hits』                            |                                                          |
| 1963年 | ヴィレッジ・ストンパーズ   | 『The Original Washington Square』               | インストゥルメンタル。                                   |
| 1963年 | クロード・フランソワ       | EP「Si j'avais un marteau」                      | フランス語詞。タイトルは「Si j'avais un marteau」。      |
| 1963年 | レ・サーフス               | EP「Si j'avais un marteau」                      | フランス語詞。タイトルは「Si j'avais un marteau」。      |
| 1963年 | テッド・パウダー           | シングル                                         | オランダ語詞。タイトルは「Had ik maar een hamer」。      |
| 1964年 | リタ・パヴォーネ           | シングル                                         | イタリア語詞。タイトルは「Datemi un martello」。         |
| 1964年 | サム・クック               | 『Sam Cooke at the Copa』                        |                                                          |
| 1964年 | アストロノウツ             | 『Everything Is A-OK!』                          |                                                          |
| 1964年 | フレディ・スコット         | 『Freddie Scott Sings and Sings and Sings』      |                                                          |
| 1964年 | ブライアン・ハイランド     | 『Country Meets Folk』                           |                                                          |
| 1965年 | ギャルズ・アンド・パルズ   | EP「Om jag haft en hammare」                     | スウェーデン語詞。タイトルは「Om jag haft en hammare」。 |
| 1965年 | アレサ・フランクリン       | 『Yeah!!!』                                      |                                                          |
| 1965年 | ジョニー・リヴァーズ       | 『Johnny Rivers Rocks the Folk』                 |                                                          |
| 1966年 | メル・トーメ               | 『Right Now!』                                   |                                                          |
| 1966年 | フォー・トップス           | 『Four Tops Live!』                              |                                                          |
| 1967年 | ザ・ステイプル・シンガーズ | 『For What It's Worth』                          |                                                          |
| 1968年 | ワンダ・ジャクソン         | 『The Many Moods of Wanda Jackson』              |                                                          |
| 1973年 | ジョニー・キャッシュ       | 『Any Old Wind That Blows』                      | ジューン・カーター・キャッシュと共に歌っている。         |
| 1976年 | ザ・コースターズ           | シングル                                         |                                                          |
| 1998年 | ナンシー・グリフィス       | 『Other Voices, Too (A Trip Back to Bountiful)』 |                                                          |
| 2013年 | アレックス・チルトン       | 『Electricity By Candlelight NYC 2/13/97』       | 録音は1997年。                                           |